# الشاذلي العرفاوي
الشاذلي العرفاوي ممثل ومخرج تونسي.
تولى رئاسة مهرجان أيام عبد الوهاب الجملي للمسرح الحر الذي تم إنشاؤه قبيل ثورة 2011 إهداءا لروح الممثل ورجل المسرح عبد الوهاب الجملي الذي توفي في نفس السنة.

## أعماله

### فيالسينما

##### الأفلامالطويلة
- 2004 : كلمة رجال من إخراج معز كمون
- 2007 : ثلاثون من إخراج الفاضل الجزيري
- 2008 : سفرة جميلة جدا من إخراج خالد غربال
- داي أوف ذا فالكون من إخراج جان جاك أنو
- 2013 :
  - باستاردو من إخراج نجيب بلقاضي
  - هز يا وز من إخراج إبراهيم اللطيف
- 2016 :
  - خسوف من إخراج الفاضل الجزيري
  - عطر الياسمين من إخراج فريد بوغدير
- 2017 : على كف عفريت (فيلم) من إخراج كوثر بن هنية
- 2022 : جزيرة الغفران من إخراج رضا الباهي

##### الأفلام القصيرة
- 2008 : آلو من إخراج مديح بالعيد
- 2011 : رغوة من إخراج كريم بسيسة
- 2012 : القمامة من إخراج باري بن يحمد
- 2013 : الربيع الأخير من إخراج زكاري كيرشبورغ
- 2015 : غصرة من إخراج جميل النجار

#### فيالتلفاز

###### المسلسلات التلفزيونية
- 1999 : عنبر الليل من إخراج الحبيب المسلماني
- 2000 : منامة عروسية من إخراج علي اللواتي وصلاح الدين الصيد : محيي الدين
- 2003 : عند عزيز من إخراج صلاح الدين الصيد : سي حمد
- 2005 : قهوة جلول من تأليف عماد بن حميدة ولطفي بن ساسي ومن إخراج محمد دمق : بديع
- 2007 : شوفلي حل من إخراج صلاح الدين الصيد وعبد القادر الجربي (ضيف شرف الحلقة 11 من الموسم 3 والحلقة 26 من الموسم 4) : الجغالي
- 2008 : ولد الطليانة من إخراج نجيب بلقاضي
- 2009 : عاشق السراب من إخراج الحبيب المسلماني
- 2010 : دار الخلاعة من تأليف حاتم بلحاج ومن إخراج أحمد رجب ونبيل بالسيدة : بوراوي صديق ناجي
- 2013 : كاميرا كافيه من تأليف نوفل الورتاني وبلال الميساوي ومن إخراج إبراهيم اللطيف ومروى الزنايدي
- 2014 : مكتوب من إخراج سامي الفهري : شرطي
- 2014-2015 : ناعورة الهواء من إخراج مديح بالعيد
- 2015 : أمبولونس (إسعاف) من إخراج نجوى الإمام سلامة : بيومي
- 2015-2017 : بوليس من إخراج مجدي السميري : رجب
- 2016 : وردة وكتاب من إخراج أحمد رجب
- 2017 : هاذوكم (سلسلة) (الموسم الثاني) من إخراج عبد الحميد بوشناق
- 2018 : تاج الحاضرة من إخراج سامي الفهري : سي شكير (خوجة الخيل (المسؤول عن خيول الباي))
- 2019 : نوبة من إخراج عبد الحميد بوشناق : برينڤة
- 2022 : كان ياما كانش من إخراج عبد الحميد بوشناق : جرجيس خان / الأميرة وردة
- 2023 : الجبل الأحمر من إخراج ربيع التكالي : الطاهر شهر كوشمار
- 2024 : رڤوج من إخراج عبد الحميد بوشناق : عبد الله

###### برامج التلفزة
- 2014 : الإنجليزي على قناة تونسنا : ضيف الحلقة 3
- 2018 : شالوم على قناة تونسنا

### المسرح
- 2005 : المحطة مقتبسة عن رواية "السائر النائم" لجاو كسينجيان
- 2007 : أقوال مريرة، نص ظافر ناجي
- 2009 :
  - سهرتو، نص علي الدوعاجي
  - الوصية، نص محمد الصغير أولاد أحمد
  - صنع في تونس، تمثيل لطفي العبدلي
  - الرغبة، مقتبس عن مسرحية عربة اسمها الرغبة لتينيسي وليامز
- 2013 : العفشة مون آمور، نص الشاذلي العرفاوي ووجيهة الجندوبي وتمثيل وجيهة الجندوبي
- 2015 : برج الوصيف، مقتبسة عن مسرحية قطة على سطح من الصفيح الساخن لتينيسي وليامز

- 2005 : المحطة بناءً على The Sleepwalker للكاتب Gao Xingjian
- 2007 : كلمات مريرة ، نص لظافر ناجي
- 2009 :
  - ساهرتو ، نص لعلي الدواجي
  - العهد ، نص أولاد أحمد
  - صنع في تونس بواسطة لطفي العبدلي
- 2010 : الرغبة, مقتبس من مسرحية عربة اسمها الرغبة لتينيسي ويليامز [2]
- 2013 : Ifcha mon amour, نص الشاذلي العرفاوي و وجيهة الجندوبي, أداء وجيهة الجندوبي
- 2015 : برج لوسيف ، مقتبس من مسرحية قطة على سطح من الصفيح الساخن لتينيسي ويليامز